# 유현주 (강사)
유현주는 대한민국의 대치동 학원 국어 강사이자 메가스터디 국어 강사이고, 성균관대학교 국어국문학과를 졸업하였다.

## 도서
- 2021년 고전필수 어휘의 끝(2021)
- 2021년 거미손 문학의 끝 고등 문학 심화편 vol. 2 2022 수능대비,2021
- 2021년 거미손 고등 독서 심화편 Vol. 2 2022 수능대비,지문구조는 다 거리는 거시 미시 손글씨 분석서,2021
- 2020년 UBS EBS 수능완성X문학 전작품 2021 수능대비,2020
- 2020년 오르비 고등 국어 문학개념어 거미손 2022 수능대비,2021
- 2020년 오르비 지문구조는 다 걸리는 고난도 거미손 LEET 독서, 미시 분석서,거시
- 2020년 UBS EBS 수능특강X산문문학 극/수필 포함 2021 수능대비,2020
- 2020년 오르비 문학의 끝(2021,심화편 Vol.1)
- 2020년 UBS EBS 수능특강X운문문학 전문 2021 수능대비,2020
- 2020년 고등 독서 거미손 심화편 Vol.2 거시 미시 손글씨 분석서,지문구조는 다 걸리는
- 2020년 지문구조는 다 걸리는 거미손 독서 심화편,Vol.1,오르비,거시.미시 손글씨 분석서,2020
- 2020년 오르비 문학 개념어의 끝
- 2019년 오르비 거미손 국어 기본편 독서
- 2018년 문법의 끝 2019 수능 국어 문법을 완벽히 대비할 수 있는 단 하나의 책
- 2017년 고등 국어 문법의 끝 수능 문법의 모든 것,2018
- 2016년 문법의 끝 2017 수능 국어 문법을 완벽히 대비할 수 있는 단 하나의 책,수능 문법의 모든 것,2016
- 2015년 문법의 끝 2015, 수능 문법의 모든 것,2016 수능 국어A/B형문법을 완벽히 대비할 수 있는 단 하나의 책
- 2014년 문법의 끝 2015학년도 A형 B형 수능 문법을 완벽히 대비할 수 있는 단 하나의 책
- 2013년 문법의 끝(2014학년도 A형 B형 각 유형에 꼭 맞는)
- 2013년 두드림 모의고사 국어영역 A형(2014, 봉투)
- 2013년 두드림 국어영역 B형모의고사 3회분(봉투,2014)

## 방송
- 2019년 tvN 월화드라마 블랙독

## 경력
- 무브 오르비클래스 국어 강사
- 메가스터디교육 러셀 국어 강사
- 스카이에듀 국어 강사
- 디지털대성 대성마이맥 국어영역 강사
- 경기외국어고등학교 외부 강사

## 학력
- 성균관대학교 국어국문학과 (졸업)